# Phreatia chionantha
Phreatia chionantha är en orkidéart som beskrevs av Rudolf Schlechter. Phreatia chionantha ingår i släktet Phreatia och familjen orkidéer. Inga underarter finns listade i Catalogue of Life.